# Sinj vára
Sinj vára (horvátul: Stari grad Sinj) egy középkori várrom Horvátországban, a Split-Dalmácia megyei Sinj városában.

## Fekvése
A vár romja a Sinj központjában emelkedő Várhegyen található.

## Története
A régészeti feltárások leletei alapján elmondható, hogy ezen a helyen már közel ötezer éve is állt erődítmény. A legkorábbi leletek a rézkorból, az i. e. 2500 és 1900 közötti időből származnak. Az illírek idejében „Osiniata” nevű erődített településük állt itt, majd a rómaiak idejében az „Osinium” nevet viselte. A római névből a középkorban „Fsini”, „Zyn”, „Syn”, „Syngh”, „Sfinga’, „Wssy” elnevezés lett. A 6. és 7. században a bizánci uralom alatt az „Asinio” nevet viselte. A várat írásos forrás, egy adománylevél 1341-ben „Fsini”, vagy „Frini” alakban említi először. Ezt követően 1345-ben „castrum regale Zyn” alakban királyi várként szerepel. Ekkor adományozza I. Lajos magyar király Nelipić Ivan grófnak, akinek ezután állandó székhelye lett. 1435-ben rövid időre a Frangepánok szerezték meg, majd 1453-ig Tallóci Péter horvát bán birtoka volt. A 15. század közepétől a török többször próbálta elfoglalni, de ez csak 1536-ban sikerült. 1686-ban szabadult fel és velencei birtok lett. 1709-ben egy földrengés súlyosan megrongálta. 1715-ben a velenceiek sikerrel védték meg a töröktől. Az 1768-as és az 1796-os földrengés újra megrongálta, ekkor kezdődött el a pusztulása. Az addig a várban élt lakosság a vár alatti Podvarošra költözött. A vár anyagának nagy részét az új házak és egyéb épületek építéséhez használták fel, maradványait benőtte a növényzet. A délszláv háború idején a romokat, főként az északi és északnyugati részt számos akna- és gránáttalálat érte. 2004-ben a feltárási munkákat követően elkezdődött a falak újjáépítése, mely a terv szerint 2015-re fejeződött be.

## A vár mai állapota
A vár megmaradt falai konzerválva állnak. A kis templom, amely ma a vár területén áll 1887-ben épült a rámai bevándorlók érkezésének kétszázadik évfordulóján. Szimbóluma annak a fogadalomnak és szövetségnek, melyet cetinai nép a Szűzanyával kötött. Égi pártfogójuk tiszteletére a sinjiek 2008-ban a várban bronz szobrot építettek a Sinji Boldogasszony tiszteletére, mely Josip Marinović akadémiai szobrászművész alkotása. Az ösvényre, mely a hegy lábától a várban álló templomhoz vezet 14 állomásból álló keresztutat létesítettek. Minden stáció egy egy ismert horvát művész alkotása.

## Fordítás
Ez a szócikk részben vagy egészben  a   Stari grad (Sinj) című horvát Wikipédia-szócikk ezen változatának fordításán alapul.  Az eredeti cikk szerkesztőit annak laptörténete sorolja fel. Ez a jelzés csupán a megfogalmazás eredetét és a szerzői jogokat jelzi, nem szolgál a cikkben szereplő információk forrásmegjelöléseként.